# Pratt & Whitney Canada PW800
Le Pratt & Whitney Canada PW800 est un modèle de turboréacteur à double flux destiné à l'aviation civile, développé au début des années 2000. Il est produit par la division canadienne de Pratt & Whitney, basée à Longueuil, près de Montréal .

## Présentation
Le PW800 partage de nombreuses caractéristiques avec le Pratt & Whitney PW1000G, un réacteur cependant deux fois plus puissant, équipant les Airbus A220 (ex-Bombardier CSeries), Embraer 175, 190 et 195-E2 ainsi que sur les Mitsubishi MRJ et Irkout MS-21 et, en option sur l'A320 neo.
Plus petit que le PW1000G, le PW800 est ainsi conçu pour se positionner sur le marché de la propulsion des jets d'affaires haut de gamme et des petits jets régionaux. Il se décline en plusieurs versions, avec des poussées de l'ordre de 60 à 70 kN. Le moteur utilise la technologie TALON (Technology for Advanced Low NOx) développée auparavant sur les Pratt & Whitney PW4000 qui équipent entre autres les avions de ligne d'Airbus (A300, A310 et A330) et Boeing (Boeing 747, 767 et 777) ainsi que le MD-11 de McDonnell Douglas. Cette technique est destinée à réduire les émissions d'oxyde d'azote (NOx) en jouant sur différentes richesses du mélange entre air et carburant au niveau de la chambre de combustion. Le moteur permet ainsi des émissions de NOx et de CO largement en-dessous de ce qui est toléré par les normes ICAO.
Les parties internes ont globalement la même conception que son grand frère. En revanche, à l'inverse du PW1000, et contrairement à ce qui était prévu au lancement du projet, le PW800 ne présente pas de dispositif de réduction mécanique : la turbine soufflante tourne à la même vitesse que les compresseurs et turbines basse pression.

## Développement
Pour Pratt & Whitney, ce nouveau moteur est venu combler un vide dans son offre, entre les petits PW300 (20-30 kN) et les PW6000 de 100 kN. MTU Aero Engines (Allemagne) est partenaire du projet avec une part de 15%. Le projet a été présenté au Salon du Bourget en 2007. Les premiers essais en vol ont été faits à l'aide d'un Boeing 747SP (immatriculé C-FPAW à l'époque de son rachat pour servir d'avion test après sa retraite du transport civil) utilisé comme banc d'essai volant par Pratt & Whitney.

## Applications

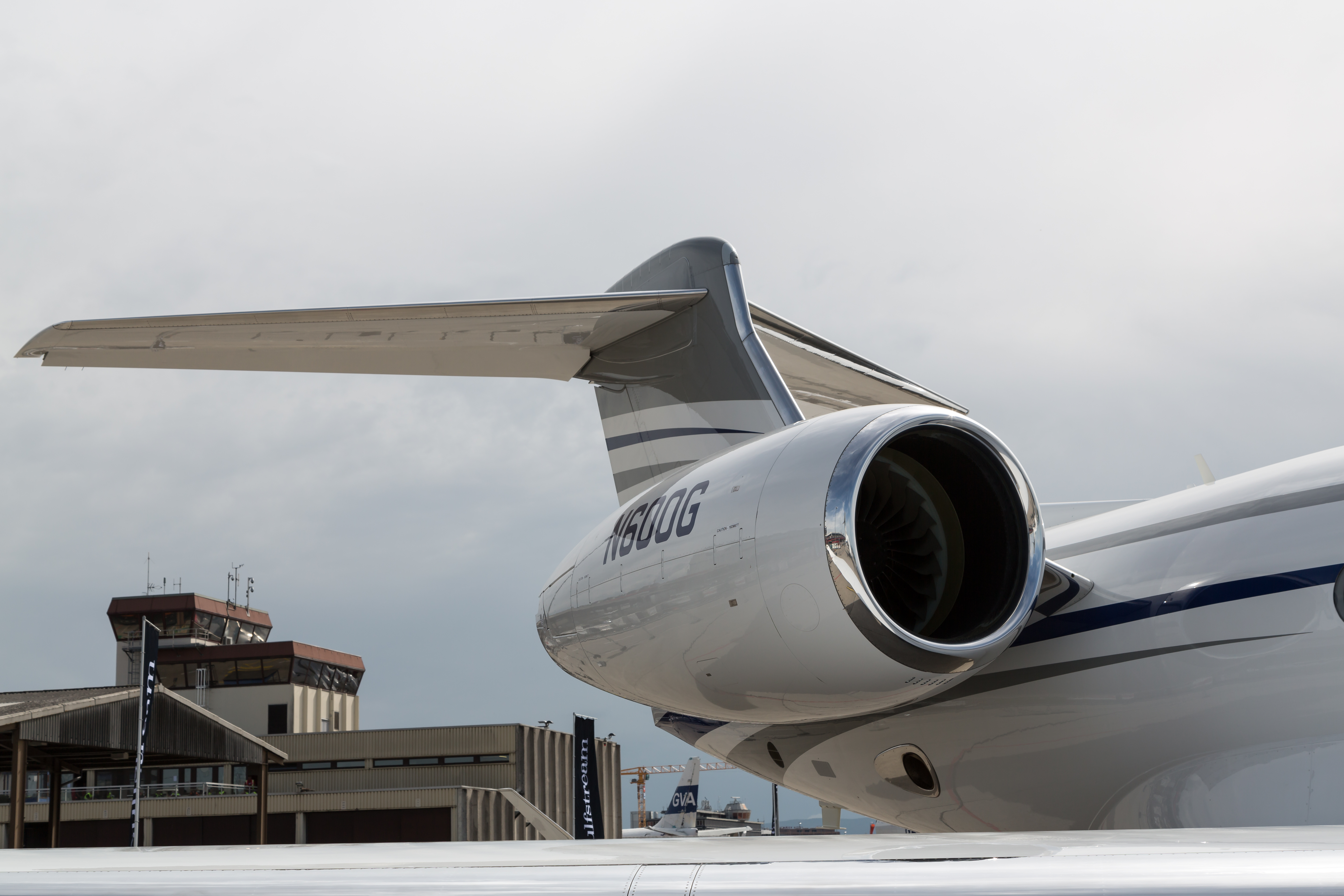
Monté sur Gulfstream G600

Les PW800 équipent quatre avions d'affaires :
- La version PW812D équipe le Dassault Falcon 6X, pour lequel le moteur de PWC a été sélectionné en remplacement du Silvercrest[7].

- La version PW812GA équipe le Gulfstream G400, annoncé en 2021.

- La version PW814GA est destinée au Gulfstream G500 pour lequel il est sélectionné en 2014, obtenant la certification canadienne l'année suivante[8].

- La version PW815GA équipe le Gulfstream G600.

Initialement, le PW800 était destiné à équiper le Cessna Citation Colombus, mais ce projet a été abandonné.
Le PW800 fut aussi un temps en compétition pour la remotorisation des Boeing B-52, face au CF34 de General Electric et au Rolls-Royce BR700. Ce très gros contrat, de presque 600 moteurs est finalement remporté par Rolls Royce en septembre 2021.

## Projet abandonné de turbopropulseur
Au tout début du développement du PW800, Pratt & Whitney Canada avait prévu de développer, en parallèle, un turbopropulseur réutilisant les mêmes parties internes que son cousin à réaction et désigné PW180. Il était initialement candidat à la propulsion de l'Airbus A400M, destiné au transport militaire pour la France, mais le projet est abandonné après la sélection en 2003 de son concurrent, le Europrop International TP400.